# Phalacrocarpum sericeum
Phalacrocarpum sericeum là một loài thực vật có hoa trong họ Cúc. Loài này được Henriq. miêu tả khoa học đầu tiên năm 1883.